# Цвіркуни
Цвіркуни (лат. Grylloidea) — надродина комах з ряду прямокрилих, групи стрибаючих (лат. Saltatoria); характеризуються лапками, що складаються з 3 члеників, нерівними між собою ногами (передні бувають пристосовані до копання або ходіння), щетинкоподібними вусиками і ниткоподібними придатками (лат. cerci) на задньому кінці черевця; крила іноді відсутні, нижні крила довші верхніх, складаються вздовж і виступають з-під верхніх крил. У самців одна з жилок (лат. vena plicata) на передніх крилах (надкрилах) з численними мікроскопічними поперечними рубчиками, які, зачіпаючи за виступаючу жилку верхнього крила іншого боку, виробляють характерне сюрчання. Цвіркуни поширені в усіх частинах світу, в основному рослиноїдні і ведуть прихований спосіб життя, гніздяться зазвичай у землі.
До цвіркунів відносяться цвіркуни, капустянка (лат. Gryllotalpa vulgaris) з копальними передніми ніжками і укороченими надкрилами, вона риє нірки в землі і шкодить при цьому корінням рослин, Myrmecophilus acervorum, дрібна комаха, яка живе в мурашниках та інші.
Вагомий внесок у вивчення комах цієї групи зробив Григорій Бей-Бієнко.
Цвіркунів часто тримають в різних країнах через їх приємний спів. Зокрема в Японії утримують цвіркуна Meloimorpha japonicus. 